# Tubo, Abra
Tubo là đô thị hạng 3 ở tỉnh Abra, Philippines. Đô thị này giáp tỉnh Mt. về phía đông bắc, Ilocos sur ở đông nam và các đô thị Luba, Boliney ở phía tây. Theo điều tra dân số năm 2007, đô thị này có dân số 5.588 người trong 902 hộ. 

## Các khu phố (barangay)
Tubo được chia thành 10 khu phố (barangay).
| Barangay      | Dân số (2007) |
| ------------- | ------------- |
| Alangtin      | 651           |
| Amtuagan      | 454           |
| Dilong        | 810           |
| Kili          | 424           |
| Pob. (Mayabo) | 562           |
| Supo          | 658           |
| Tiempo        | 805           |
| Tubtuba       | 537           |
| Wayangan      | 432           |
| Tabacda       | 255           |

## Kết quả bầu cử năm 2007
| Chức vụ          | Ứng cử viên            | Tổng số phiếu bầu |
| ---------------- | ---------------------- | ----------------- |
| Thị trưởng       | Wilma Saguiyod Gattud  | 1.768             |
| Phó thị trưởng   | Pedro Bolona Mateo     | 1.673             |
| Ủy viên hội đồng | Osborne P. Gassil      | 1.680             |
| Ủy viên hội đồng | Dominga B. Aurelio     | 1.654             |
| Ủy viên hội đồng | Zaldy W. Macario       | 1.653             |
| Ủy viên hội đồng | Bernardo D. Macalingay | 1.562             |
| Ủy viên hội đồng | Nestor G. Barcena      | 1.551             |
| Ủy viên hội đồng | Alfredo C. Gayad       | 1.539             |
| Ủy viên hội đồng | Roxas B. Loguibas      | 1.487             |
| Ủy viên hội đồng | Rizalino B. Masado     | 1.457             |